# Ungheria all'Eurovision Song Contest
L'Ungheria ha debuttato all'Eurovision Song Contest nell'edizione del 1994, partecipandovi annualmente con alcune interruzioni dal 1999 al 2004, nel 2006, nel 2010 e a partire dal 2020. La partecipazione è stata curata fino al 2015 dall'azienda televisiva pubblica Magyar Televízió (MTV), rimpiazzata poi da Duna Média.
Non ha mai vinto né ospitato la manifestazione canora e il suo migliore piazzamento è stato un 4º posto al debutto nell'edizione del 1994, ottenuto da Friderika Bayer col brano Kinek mondjam el vétkeimet?.

## Storia

### Il debutto e le prime partecipazioni
Dopo la dissoluzione dell'Unione Sovietica nei primi anni 1990, diversi paesi aderenti al patto di Varsavia e parte dell'ex Repubblica Socialista Federale di Jugoslavia manifestarono l'intenzione di partecipare all'Eurovision Song Contest in occasione dell'edizione del 1993, tra cui l'Ungheria. L'emittente televisiva statale Magyar Televízió (MTV) trasmetteva il concorso canoro già dall'edizione del 1965 (fatta eccezione per le edizioni del 1976, trasmessa da Petőfi Rádió, e per le edizioni degli anni 1979, 1980, 1983, 1984, 1985 e 1990) e aveva aderito all'Unione europea di radiodiffusione (UER) il 1º gennaio 1993. In precedenza due cantanti magiari avevano già partecipato all'Eurovision Song Contest: Leslie Mándoki e Marika Késmárky (meglio nota con lo pseudonimo di Edina Pop) come membri del gruppo Dschinghis Khan avevano rappresentato la Germania Ovest (loro paese di residenza) nell'edizione del 1979, classificandosi al 4º posto.
La televisione ungherese selezionò come rappresentante del paese l'attrice e cantante Andrea Szulák col brano Árva reggel; visto l'alto numero di partecipanti previsto, gli organizzatori predisposero un metodo di pre-selezione tra i sette nuovi aspiranti partecipanti denominato Kvalifikacija za Millstreet e l'Ungheria si classificò penultima, non potendo partecipare all'Eurovision Song Contest. Nonostante ciò il paese poté poi partecipare all'edizione dell'anno successivo, grazie all'introduzione di un sistema di qualifica per la partecipazione basato sul risultato ottenuto durante l'edizione precedente. MTV per selezionare il proprio rappresentante utilizzò il Táncdalfesztivál, vinto il 5 febbraio 1994 dalla cantante Friderika Bayer col brano Kinek mondjam el vétkeimet?; il brano, interamente in lingua ungherese, ottenne un discreto successo all'Eurovision Song Contest, piazzandosi al 4º posto.
Il successo iniziale non fu tuttavia replicato dalle partecipazioni successive, tant'è che nel 1995 il paese si classificò al 22º e penultimo posto mentre nel corso dell'anno successivo non riuscì a superare la semifinale classificandosi al 23º posto su 29. Dopo altri due risultati modesti nel 1997 (12º posto) e nel 1998 (23º) il paese si ritirò dall'edizione del 1999, interrompendo anche la trasmissione dell'evento.

### Anni 2000

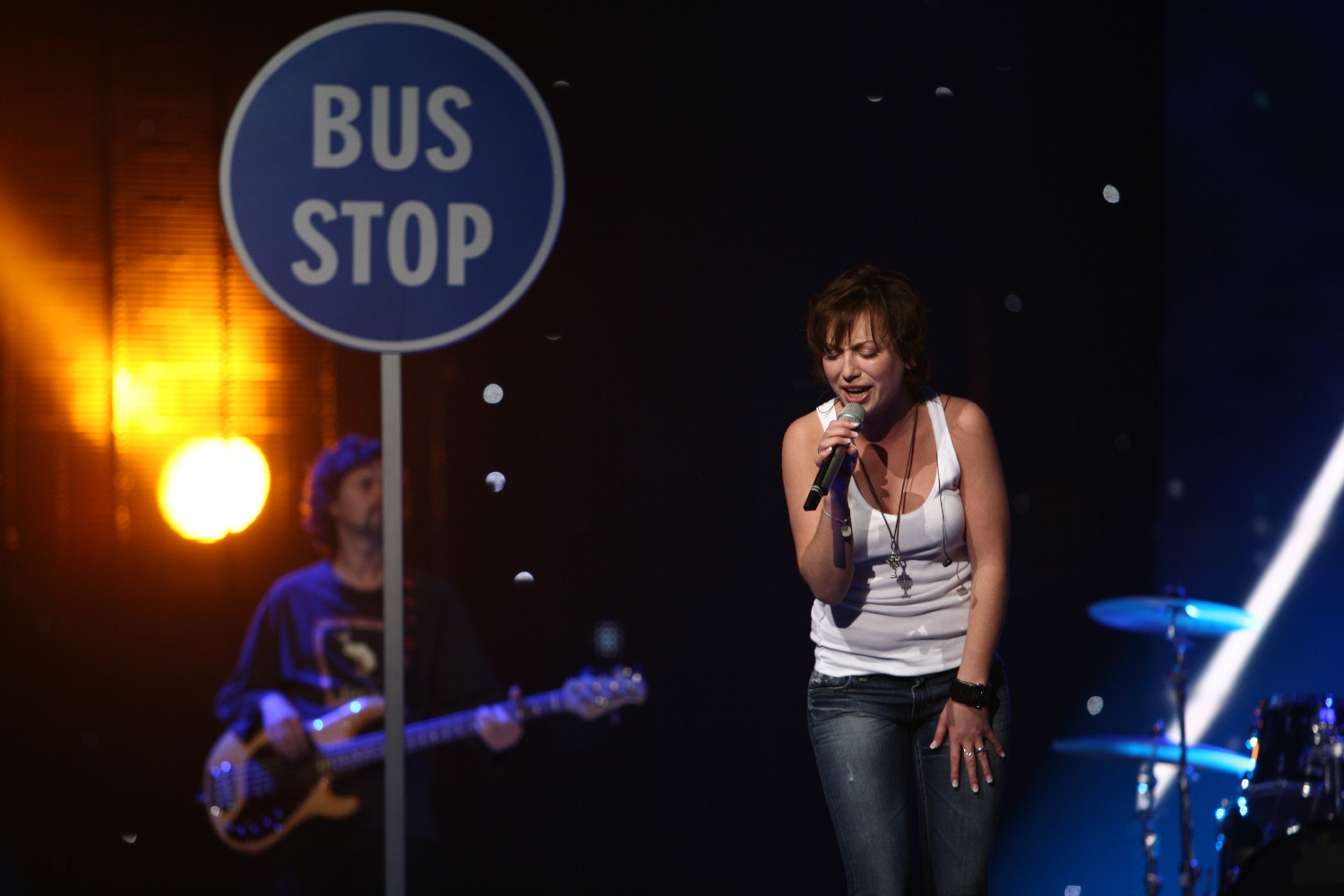
L'esibizione di Magdi Rúzsa all'Eurovision Song Contest 2007.

Dopo un'iniziale apertura a tornare a partecipare all'Eurovision Song Contest 2004, a cui rinuncia per poter avere più tempo per selezionare il proprio rappresentante, il paese si ripresentò nell'edizione del 2005 selezionando attraverso l'Eurovíziós Dalfesztivál i NOX col brano Forogj, világ!; il gruppo riesce a qualificarsi per la finale, classificandosi al 12º posto. L'emittente televisiva rinunciò tuttavia a partecipare nell'edizione successiva, citando problemi finanziari.
Il paese tornò a partecipare nel 2007 adottando un metodo misto di selezione: il rappresentante, la cantante Magdi Rúzsa, fu scelto dal pubblico ungherese mentre la canzone, Unsubstantial Blues (versione in lingua inglese del suo singolo Aprócska blues), fu selezionata internamente dall'emittente. Rúzsa riuscì nuovamente a qualificarsi per la finale, classificandosi al 2º posto nella propria semifinale e al 9º posto in finale, e il suo brano ottenne inoltre un premio Marcel Bezençon per la composizione musicale. Nei due anni successivi il paese rimase in semifinale, classificandosi all'ultimo posto nel 2008 e al 15º posto su 19 nel 2009, anno in cui la cantante Zoli Ádok ricevette inoltre il premio Barbara Dex per il peggior vestito utilizzato durante l'esibizione. Per l'edizione del 2009 era stata inizialmente selezionata l'attrice Kátya Tompos, spontaneamente ritiratasi poi per non intaccare la sua carriera cinematografica e teatrale.

### Anni 2010 e ritiro nel 2020

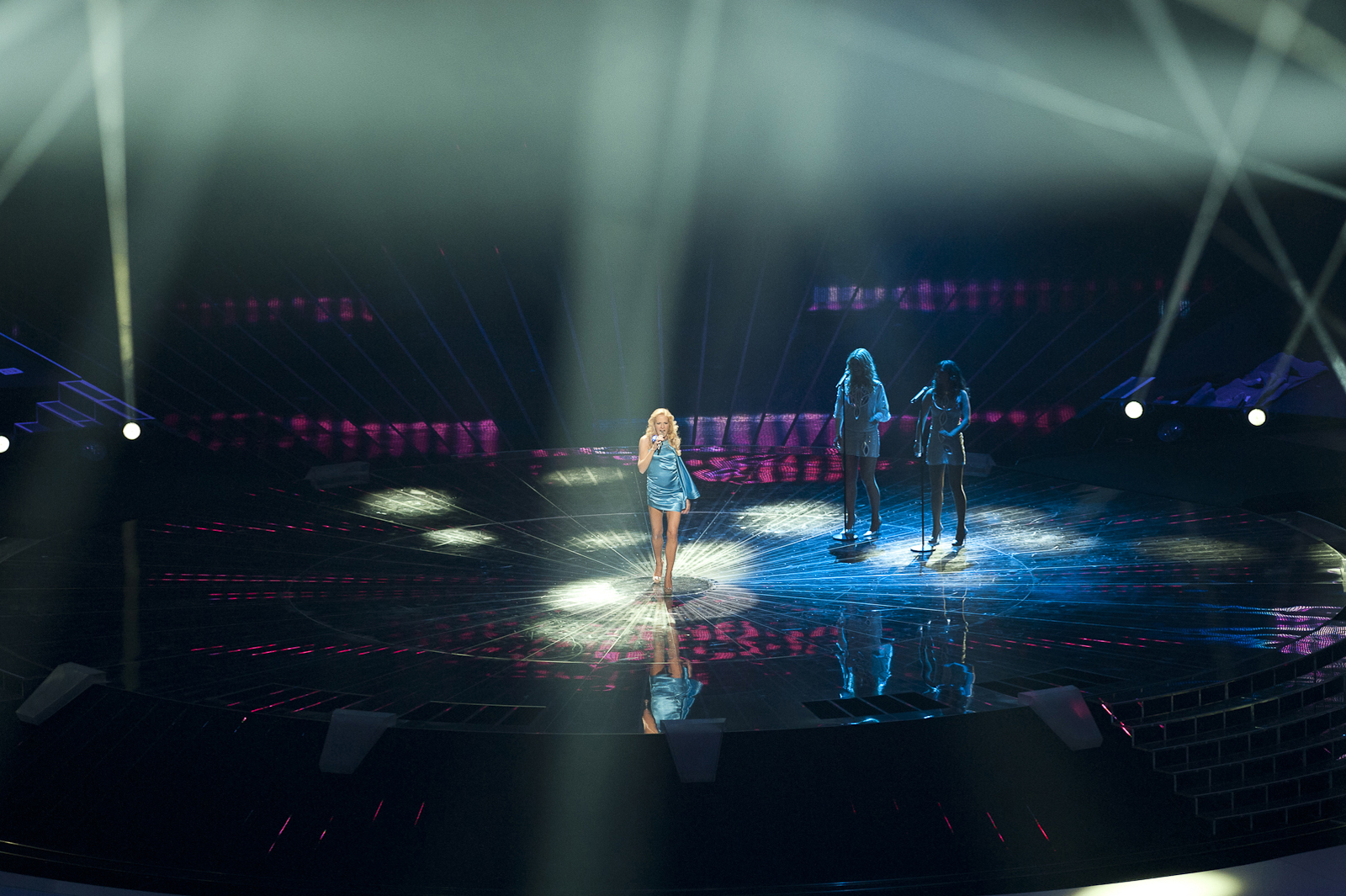
Kati Wolf all'Eurovision Song Contest 2011.

Per l'edizione del 2010 l'emittente si ritirò nuovamente per ragioni finanziarie, in previsione dei tagli al budget da parte del governo Bajnai; nonostante la non-partecipazione, l'evento fu trasmesso dal canale televisivo privato Duna TV, controllato dall'azienda privata Duna Televízió, già membro associato dell'Unione europea di radiodiffusione (UER) e candidata come membro effettivo (pre-requisito necessario per poter curare la partecipazione di un paese nei programmi eurovisivi). Dopo la fondazione del fondo statale MTVA, la nazione tornò a partecipare all'edizione del 2011, selezionando internamente la cantante Kati Wolf col brano What About My Dreams?; il brano ottenne un discreto successo tra i fan eurovisivi, venendo inoltre considerato tra i possibili vincitori, ma pur qualificandosi per la finale dell'evento, si classificò solo al 22º posto.
A partire dal 2012 l'emittente televisiva MTV ha iniziato ad organizzare il concorso canoro A Dal per selezionare il proprio rappresentante con un voto misto da parte di una giuria di esperti e da parte del televoto. I vincitori della prima edizione di questo concorso sono stati i Compact Disco col brano Sound of Our Hearts, classificatasi poi al 24º posto nella finale dell'Eurovision Song Contest 2012. Nei due anni successivi i vincitori del metodo di selezione riescono a riportare il paese nella top 10, col 10º posto ottenuto da ByeAlex e la sua Kedvesem nel 2013 e il 5º posto ottenuto da András Kállay-Saunders con la sua Running nel 2014.
Nei quattro anni successivi l'Ungheria, pur riuscendo sempre a qualificarsi per la finale, ottenne modesti piazzamenti, fatta eccezione per l'8º posto conseguito da Joci Pápai con la sua Origo nel 2017. Dopo aver mancato la finale nel 2019, il paese ha annunciato il suo ritiro per l'edizione del 2020 (poi cancellata per la pandemia di COVID-19); sebbene l'emittente televisiva ungherese non abbia fornito ufficialmente le motivazioni che hanno portato al ritiro, diversi media internazionali hanno ipotizzato che fosse legato all'aumento della retorica omofoba e anti-LGBT in Ungheria imposta dal governo Orbán, rispetto ad una manifestazione canora internazionale spesso associata alla comunità queer. In seguito al ritiro non è stato trasmesso il programma Eurovision: Europe Shine a Light né sono state trasmesse le successive edizioni dell'Eurovision Song Contest.
Nonostante il ritiro, l'emittente televisiva Duna Média ha continuato ad organizzare il concorso A Dal, pur sostenendo a più riprese che non vi è in programma un ritorno all'Eurovision Song Contest.

## Partecipazioni
- Primo posto
- Secondo posto
- Terzo posto
- Ultimo posto

| Anno                                    | Artista                | Canzone                       | Lingua             | Posizione       | Posizione       | Posizione         | Posizione         |
| Anno                                    | Artista                | Canzone                       | Lingua             | Finale          | Punti           | Semi              | Punti             |
| --------------------------------------- | ---------------------- | ----------------------------- | ------------------ | --------------- | --------------- | ----------------- | ----------------- |
| 1993                                    | Andrea Szulák          | Árva reggel                   | Ungherese          | Non qualificata | Non qualificata | 6º                | 44                |
| 1994                                    | Friderika Bayer        | Kinek mondjam el vétkeimet?   | Ungherese          | 4º              | 122             | Niente semifinali | Niente semifinali |
| 1995                                    | Csaba Szigeti          | Új név a régi ház falán       | Ungherese          | 22º             | 3               | Niente semifinali | Niente semifinali |
| 1996                                    | Gjon Delhusa           | Fortuna                       | Ungherese          | Non qualificata | Non qualificata | 23º               | 26                |
| 1997                                    | V.I.P.                 | Miért kell, hogy elmenj?      | Ungherese          | 12º             | 39              | Niente semifinali | Niente semifinali |
| 1998                                    | Charlie                | A holnap már nem lesz szomorú | Ungherese          | 23º             | 4               | Niente semifinali | Niente semifinali |
| Nessuna partecipazione dal 1999 al 2004 |                        |                               |                    |                 |                 |                   |                   |
| 2005                                    | NOX                    | Forogj, világ!                | Ungherese          | 12º             | 97              | 5º                | 167               |
| Nessuna partecipazione nel 2006         |                        |                               |                    |                 |                 |                   |                   |
| 2007                                    | Magdi Rúzsa            | Unsubstantial Blues           | Inglese            | 9º              | 128             | 2º                | 224               |
| 2008                                    | Csézy                  | Candlelight                   | Inglese, ungherese | Non qualificata | Non qualificata | 19º               | 6                 |
| 2009                                    | Zoli Ádok              | Dance with Me                 | Inglese            | Non qualificata | Non qualificata | 15º               | 16                |
| Nessuna partecipazione nel 2010         |                        |                               |                    |                 |                 |                   |                   |
| 2011                                    | Kati Wolf              | What About My Dreams?         | Inglese, ungherese | 22º             | 53              | 7º                | 72                |
| 2012                                    | Compact Disco          | Sound of Our Hearts           | Inglese            | 24º             | 19              | 10º               | 52                |
| 2013                                    | ByeAlex                | Kedvesem (Zoohacker Remix)    | Ungherese          | 10º             | 84              | 8º                | 66                |
| 2014                                    | András Kállay-Saunders | Running                       | Inglese            | 5º              | 143             | 3º                | 127               |
| 2015                                    | Boggie                 | Wars for Nothing              | Inglese            | 20º             | 19              | 8º                | 67                |
| 2016                                    | Freddie                | Pioneer                       | Inglese            | 19º             | 108             | 4º                | 197               |
| 2017                                    | Joci Pápai             | Origo                         | Ungherese, romaní  | 8º              | 200             | 2º                | 231               |
| 2018                                    | AWS                    | Viszlát nyár                  | Ungherese          | 21º             | 93              | 10º               | 111               |
| 2019                                    | Joci Pápai             | Az én apám                    | Ungherese          | Non qualificata | Non qualificata | 12º               | 97                |
| Nessuna partecipazione dal 2020 al 2025 |                        |                               |                    |                 |                 |                   |                   |

Note
1. ↑  L'Ungheria aveva intenzione di debuttare durante l'edizione del 1993 ma la canzone selezionata non si è qualificata alla Kvalifikacija za Millstreet, organizzata come metodo di pre-selezione per il concorso canoro. Ufficialmente il debutto della nazione all'Eurovision Song Contest è quindi avvenuto nel 1994.
2. ↑  Nell'edizione del 1996 l'Ungheria stata eliminata nella pre-qualificazione. Ufficialmente questa partecipazione non viene considerata.

## Statistiche di voto
Fino al 2019, le statistiche di voto dell'Ungheria sono:
| # | Stato       | Punti |
| - | ----------- | ----- |
| 1 | Svezia      | 71    |
| 2 | Paesi Bassi | 62    |
| 3 | Norvegia    | 61    |
| 4 | Azerbaigian | 59    |
| 4 | Danimarca   | 59    |

| # | Stato     | Punti |
| - | --------- | ----- |
| 1 | Serbia    | 68    |
| 2 | Romania   | 67    |
| 3 | Finlandia | 61    |
| 4 | Croazia   | 53    |
| 5 | Polonia   | 50    |

| # | Stato       | Punti |
| - | ----------- | ----- |
| 1 | Paesi Bassi | 119   |
| 2 | Danimarca   | 112   |
| 3 | Azerbaigian | 110   |
| 4 | Islanda     | 109   |
| 5 | Norvegia    | 106   |

| # | Stato     | Punti |
| - | --------- | ----- |
| 1 | Serbia    | 156   |
| 2 | Romania   | 136   |
| 3 | Finlandia | 114   |
| 4 | Croazia   | 112   |
| 5 | Estonia   | 107   |

## Altri premi ricevuti
Nelle sue partecipazioni l'Ungheria ha ottenuto un premio Marcel Bezençon per la composizione musicale nel 2007 e un premio Barbara Dex per il peggior vestito nel 2009; nel 2011 ha inoltre vinto il sondaggio OGAE denominato Eurovision Song Contest Poll.
| Edizione | Categoria                          | Artista/i   | Brano                 | Compositore/i                |
| -------- | ---------------------------------- | ----------- | --------------------- | ---------------------------- |
| 2007     | Premio della composizione musicale | Magdi Rúzsa | Unsubstantial Blues   | Magdi Rúzsa                  |
| 2009     | Premio Barbara Dex                 | Zoli Ádok   | Dance with Me         | Zé Szabó                     |
| 2011     | OGAE Eurovision Song Contest Poll  | Kati Wolf   | What About My Dreams? | Viktor Rakonczai, Gergő Rácz |